# Chlorure de diéthylaluminium
Le chlorure de diéthylaluminium, ou DEAC, est un composé organoaluminique de formule chimique (CH3CH2)2AlCl ; il existe sous forme de dimère [(CH3CH2)2AlCl]2. Il se présente sous la forme d'un liquide pyrophorique cireux, incolore et inodore qui réagit très violemment au contact de l'eau. On le manipule généralement dissous dans un hydrocarbure. C'est un précurseur de catalyseurs de Ziegler-Natta employés pour produire des polyoléfines.

## Structure
Les composés de formule R2AlCl, où R représente un alkyle ou un aryle forment des dimères de formule (R2Al)2(μ-Cl)2 dans lesquels l'aluminium adopte une géométrie tétraédrique,.

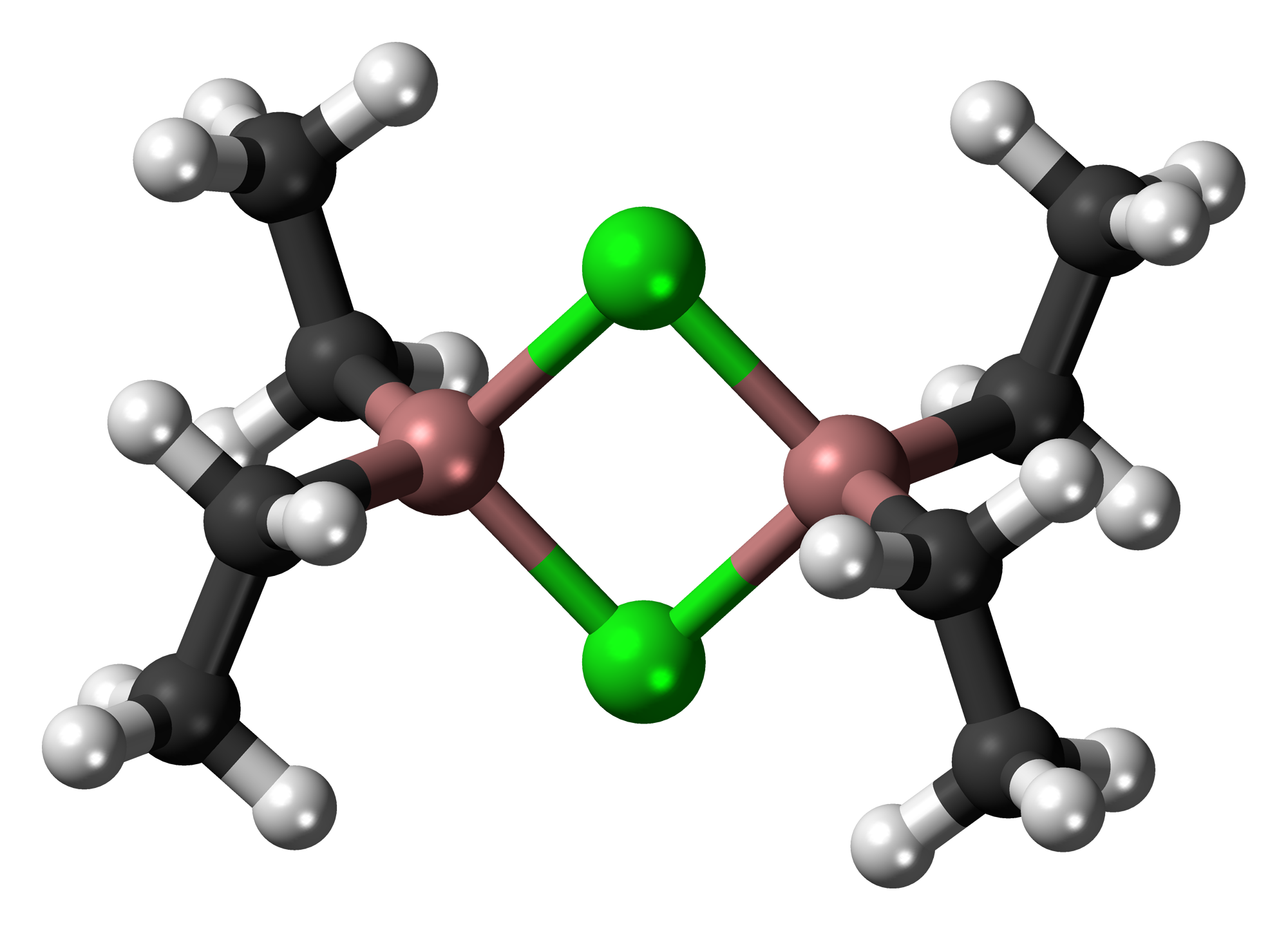
Géométrie du dimère (Et2Al)2(μ-Cl)2.

## Synthèse
Le chlorure de diéthylaluminium peut être obtenu par réduction au sodium de sesquichlorure d'éthylaluminium (CH3CH2)3Al2Cl3 :
2 (CH3CH2)3Al2Cl3 + 3 Na ⟶ 3 (CH3CH2)2AlCl + Al + 3 NaCl.
On peut également l'obtenir par réaction du triéthylaluminium (CH3CH2)3Al avec le chlorure d'hydrogène HCl :
(CH3CH2)3Al + HCl ⟶ (CH3CH2)2AlCl + C2H6.
Une médiamutation peut également être mise en œuvre :
2 (CH3CH2)3Al + AlCl3 ⟶ 3 (CH3CH2)2AlCl ;
(CH3CH2)3Al2Cl3 + (CH3CH2)3Al ⟶ 3 (CH3CH2)2AlCl.

## Applications
On utilise le chlorure de diéthylaluminium et d'autres composés organoaluminiques avec des composés de métaux de transition comme catalyseurs de Ziegler-Natta pour la polymérisation de divers alcènes. Le chlorure de diéthylaluminium est également utilisé en synthèse organique, par exemple pour catalyser des réactions de Diels-Alder et des réactions ène (en), ou pour réagir comme nucléophile ou comme accepteur de protons.